# Deutella californica
Deutella californica är en kräftdjursart som beskrevs av Mayer 1890. Deutella californica ingår i släktet Deutella och familjen Pariambidae. Inga underarter finns listade i Catalogue of Life.